# Illicium sumatranum
Illicium sumatranum är en tvåhjärtbladig växtart som beskrevs av A. C. Smith. Illicium sumatranum ingår i släktet Illicium och familjen Schisandraceae. Inga underarter finns listade.

## Bildgalleri

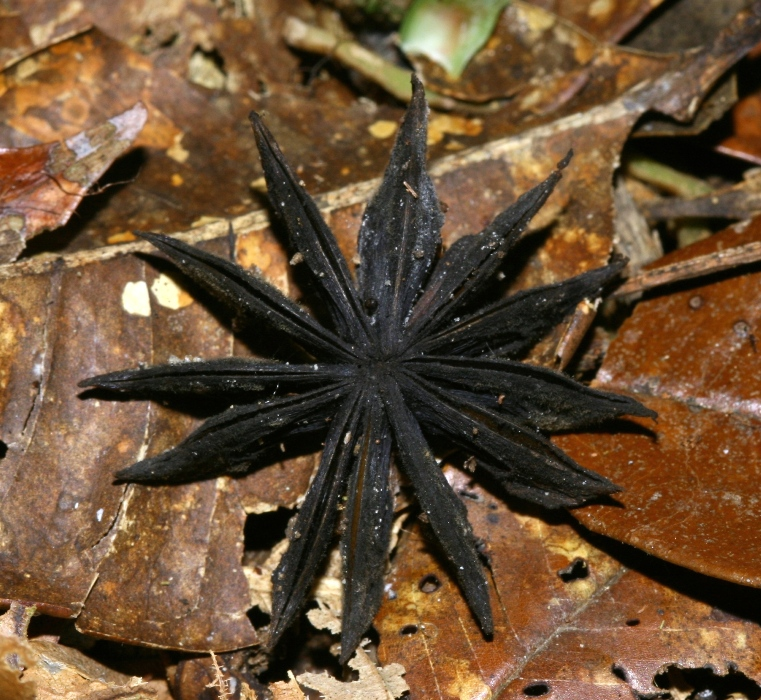